# کاپیتان مارول (فیلم)
کاپیتان مارول (انگلیسی: Captain Marvel) فیلم ابرقهرمانی آمریکایی محصول ۲۰۱۹ است که بر پایهٔ شخصیت کارول دنورز / کاپیتان مارول از مارول کامیکس ساخته شده‌است. مارول استودیوز این فیلم را تولید کرد و توسط استودیو سینمایی والت دیزنی توزیع شد. این بیست و یکمین فیلم در دنیای سینمایی مارول (MCU) محسوب می‌شود. نوشتن فیلم‌نامه و کارگردانی فیلم بر عهدهٔ آنا بودن و رایان فلک بوده و جنوا رابرتسون-دووت نیز در نوشتن فیلم‌نامهٔ این فیلم سهیم بوده‌است. بری لارسون در نقش کارول دنورز در کنار ساموئل ال. جکسون، بن مندلسون، جایمن هانسو، لی پیس، لاشانا لینچ، جما چان، آنت بنینگ، کلارک گرگ و جود لا از بازیگران فیلم هستند. داستان فیلم در سال ۱۹۹۵ جریان دارد و در آن دنورز را به تصویر می‌کشد که پس از اینکه زمین در مرکز درگیری کهکشانی بین دو تمدن بیگانه گرفتار شده، به کاپیتان مارول تبدیل می‌شود.
توسعهٔ فیلم از مه ۲۰۱۳ آغاز شد. این فیلم رسماً در اکتبر ۲۰۱۴ به‌عنوان اولین فیلم ابرقهرمانی به رهبری زن در استودیوی مارول اعلام شد. نیکول پرلمن و مگ لفاوه برای نوشتن فیلم در آوریل پس از ارسال شخصیت جداگانه استخدام شدند و عناصری را از خط داستانی کتاب کمیک «Kree–Skrull War» نوشتهٔ روی توماس در سال ۱۹۷۱ الهام گرفتند. در کامیک-کان سن دیگو ۲۰۱۶، لارسون در نقش دنورز معرفی شد و آنا بودن و رایان فلک برای کارگردانی فیلم در آوریل ۲۰۱۷ استخدام شدند. رابرتسون-دووت به زودی برای نوشتن مجدد فیلم‌نامه استخدام شد و با شروع فیلم‌برداری، سایر اعضای بازیگران نیز اضافه شدند. فیلم‌برداری مکانی در ژانویه ۲۰۱۸ آغاز شد و فیلم‌برداری اصلی از مارس در کالیفرنیا آغاز شد و در ژوئیه ۲۰۱۸ در لوئیزیانا به پایان رسید. چندین بازیگر نقش‌های خود از فیلم‌های پیشین دنیای سینمایی مارول را در کاپیتان مارول بازی می‌کنند؛ از جمله جکسون و گرگ که به صورت دیجیتالی در مرحله پس‌تولید جوان شده بودند تا وقایع دههٔ ۱۹۹۰ فیلم را مجسم کنند.
کاپیتان مارول در ۲۷ فوریه ۲۰۱۹ در لندن به نمایش درآمد و در ۸ مارس به عنوان بخشی از فاز سوم دنیای سینمایی مارول در ایالات متحده اکران شد. این فیلم در سراسر جهان بیش از ۱٫۱ میلیارد دلار فروش داشته‌است و این نخستین فیلم ابرقهرمانی به رهبری زن است که از مرز یک میلیارد دلار فروش عبور می‌کند. این فیلم پنجمین فیلم پرفروش ۲۰۱۹ شد و در طول نمایش سینمایی خود، بیست و سومین فیلم پرفروش تاریخ بود. این فیلم برای نقش‌آفرینی بازیگران، به ویژه نقش لارسون، مورد تحسین قرار گرفت. دنبالهٔ فیلم با عنوان مارول‌ها در ۲۰۲۳ منتشر شد.

## داستان
در سال ۱۹۹۵، در سیارهٔ «هلا» پایتخت امپراتوری «کری»، ورس، عضو استارفورس از فراموشی و کابوس‌های مکرر که در آن یک زن مسن است، رنج می‌برد. یون-روگ، مربی و فرماندهٔ ورس، او را برای کنترل توانایی‌های خود آموزش می‌دهد، در حالی‌که «آگاه اعظم»، هوش مصنوعی حاکم بر کری، از او می‌خواهد تا احساسات خود را تحت کنترل نگه دارد.
ورس در طول مأموریت نجات یک مأمور مخفی نفوذی در گروهی از بیگانه‌های تغییرشکل دهنده به‌نام اسکرال‌ها که کری با آن‌ها در حال جنگ است، توسط تالوس فرماندهٔ اسکرال‌ها اسیر می‌شود. کاوش در خاطرات ورس آن‌ها را به‌سوی زمین هدایت می‌کند. ورس فرار می‌کند و در لس‌آنجلس فرود می‌آید. حضور او توجه مأمورن شیلد یعنی نیک فیوری و فیل کولسون را به‌خود جلب می‌کند، اما بازجویی آن‌دو با حمله اسکرال‌ها متوقف می‌شود. ورس کریستالی حاوی خاطرات استخراج شدهٔ خود را در تعقیب‌وگریز پس می‌گیرد در این حین فیوری اسکرالی را که خودش را به‌شکل کولسون درآورده، می‌کشد.
تالوس خودش را به‌شکل کلر، رئیس فیوری درمی‌آورد و به فیوری دستور می‌دهد تا با ورس کار کند و او را زیر نظر داشته باشد. ورس و فیوری با استفاده از خاطرات استخراج شده به تأسیسات پروژه پگاسوس در پایگاه نیروی هوایی ایالات متحده می‌روند. آن‌ها متوجه می‌شوند که ورس یک خلبان است که گمان می‌رفت در سال ۱۹۸۹ در حین امتحان کردن موتور آزمایشی که با سرعت نور طراحی شده توسط دکتر وندی لاوسون، همان کسی که ورس او را به‌عنوان زن کابوس‌های شبانه‌اش با یاد می‌آورد، مرده‌است. فیوری به شیلد محل آن‌ها را اطلاع می‌دهد و یک تیم سرمی‌رسد. فیوری متوجه می‌شود که کلر همان تالوس است و به ورس کمک می‌کند تا همراه گربهٔ لاوسون با جت فرار کند.
آن‌ها برای ملاقات با خلبان سابق ماریا رامبو، آخرین فردی که ورس و لاوسون را زنده دیده‌است، به لوئیزیانا پرواز می‌کنند. رامبو و دخترش مونیکا فاش می‌کنند که ورس همان کارول دانورز است که زمانی مثل یک خانواده بودند. تالوس درحالی که غیرمسلح است سرمی‌رسد و توضیح می‌دهد که اسکرال‌ها پناهجویانی هستند که به‌دنبال خانه‌ای جدید هستند و این‌که لاوسون یا همان مار-ول، یک دانشمند مرتدشده از کری است که به آن‌ها کمک می‌کرد. تالوس جعبه سیاه بازیابی شده از جت لاوسون را پخش می‌کند و باعث می‌شود دانورز حادثه را یاد بیاورد: یون روگ مار-ول را کشت تا مانع خراب کردن موتور توسط او شود، قبل از آن‌که کری بتواند آن را بازیابی کند. با منفجر شدن موتور، دانورز از جذب انرژی ناشی از انفجار، قدرتی را به‌دست‌آورد اما حافظهٔ خود را از دست می‌دهد.
دانورز، تالوس، فیوری و رامبو آزمایشگاه مخفی لاوسون که در مدار زمین قرار داشته را پیدا می‌کنند؛ جایی که لاوسون چندین اسکرال از جمله خانوادهٔ تالوس و تسرکت، منبع قدرت موتور لاوسون را پنهان می‌کرده‌است. در آنجا دانورز توسط استارفورس اسیر می‌شود و با آگاه اعظم ارتباط برقرار می‌کند. دانورز ابزار کاشته‌شدهٔ کری در خود را که قدرت او را محدود می‌کرد بیرون آورده و باعث می‌شود تا به تمام توان بالقوهٔ خود برسد. در نبرد بعدی، فیوری گربه را پیدا می‌کند و معلوم می‌شود یک فلرکن بیگانه است. گربه تسرکت را می‌بلعد و فیوری را چنگ می‌زند و این‌گونه چشم چپش را کور می‌کند. دانورز بمب افکن کری را نابود کرده و آن‌ها را مجبور به عقب‌نشینی می‌کند.
دانورز یون-راگ را روی زمین شکست می‌دهد و او را همراه با اخطاری به آگاه اعظم، به هلا بازمی‌گرداند. دانورز برای کمک به اسکرال‌ها در یافتن خانهٔ جدیدشان راهی می‌شود و برای فیوری یک پیجر می‌گذارد تا در مواقع ضروری بتواند با او تماس بگیرد. در همین حین، فیوری ایدهٔ اولیه یافتن قهرمانانی مانند دانورس به ذهنش می‌رسد و نام آن‌ها را با الهام از نشان نیروی هوایی او، «انتقام جویان» می‌گذارد. در صحنهٔ قبل از تیتراژ که در سال ۲۰۱۸ اتفاق می‌افتد، پیجر فعال شده تحت نظارت انتقام جویان است که دانورز سرمی‌رسد. در صحنهٔ پس از تیتراژ، گربه روی میز فیوری رفته و تسرکت را بالا می‌آورد.

## بازیگران
- بری لارسون در نقش کارول دنورز / کاپیتان مارول: یک خلبان نیروی هوایی ایالات متحده آمریکا که در یک حادثه، دی‌ان‌ایِ او با فضایی‌ها ترکیب می‌شود و قدرت‌هایی مانند نیروی ماورای انسانی، تولید انرژی و پرواز نصیب او می‌شود. لارسون دنورز را به عنوان یک «معتقد به راستی و عدالت» و «پلی میان زمین و فضا» توصیف کرده‌است. به گفته او، او در حال تلاش برای برطرف کردن معایب خود و گسترش خوبی‌های دنیا است.[۹]
- ساموئل ال. جکسون در نقش نیک فیوری
- بن مندلسون در نقش تالوس و کشنده
- جایمن هانسو در نقش کورات
- لی پیس در نقش رونان متهم
- لاسانا لینچ در نقش ماریا رمبو
- جما چان در نقش مین اروا
- آنت بنینگ در نقش هوش عالی و مار-ول / دکتر وندی لاوسون
- کلارک گرگ در نقش فیل کولسن
- جود لا در نقش یون راگ[۱۰]

## بازاریابی
در سپتامبر ۲۰۱۸، لارسون در موزه ملی هوافضای اسمیتسونین در برنامهٔ صبح بخیر آمریکا از نخستین تریلر فیلم رونمایی کرد. در ۲۴ ساعت اولیهٔ انتشار تریلر، بازدید از آن به بیش از ۱۰۹ میلیون بار رسید.

## بازخورد
کاپیتان مارول از ۵۴۴ نظر منتقدان وبگاه راتن تومیتوز، امتیاز ۷۹٪ با میانگین نمرهٔ ۶٫۸/۱۰ را کسب کرده‌است. اجماع منتقدان این وبگاه گفته‌است «کاپیتان مارول که مملو از اکشن، طنز، و هیجانات بصری است، قهرمان بعدی دنیای سینمایی مارول را با داستانی از خاستگاه معرفی می‌کند که از فرمول مشخصهٔ این فرنچایز استفاده مؤثری می‌کند.» متاکریتیک که برای نقدها از میانگین وزنی استفاده می‌کند، بر اساس نظر ۵۶ منتقد، امتیاز ۶۴ از ۱۰۰ را به این فیلم اختصاص داده‌است که نشانگر «نقدهای عموماً مطلوب» است. به گفته نیویورک تایمز، استقبال کلی از فیلم «نسبتاً مثبت» بود، اما به اندازه فیلم‌های دیگر در دنیای سینمایی مارول مورد استقبال خوبی قرار نگرفت. هندوستان تایمز با گردآوری نقدهای متعدد دربارهٔ این فیلم، به تمجید از بازی بری لارسون پرداخت و همچنین انتقاداتی را به‌دلیل «داستان پیچیده و فقدان خلاقیت» فیلم به‌کار برد.